# 海賊の王者
『海賊の王者』（伊: Morgan il pirata）は1960年に公開されたイタリア、フランス合作の歴史冒険映画。17世紀にカリブ海で活躍した海賊のヘンリー・モーガンを描く作品。出演はスティーヴ・リーヴスなど。

## あらすじ
17世紀末、スペイン領パナマにて、奴隷として売りにだされていたヘンリー・モーガンは、スペイン総督の令嬢イネスに引き取られるも、彼女の高慢な性格に不満を申し立てたため、スペイン軍の船の漕ぎ手にされる。すると彼は漕ぎ手の奴隷たちを子分として反乱を起こし、この船からスペイン人を追い出し、海賊船として運用した。
ある日、彼はとある島でイネスがオロネーゼ率いる海賊団に捕らえられていたにを見つける。彼は食料と武器、さらには女たちを買い取ろうとしてオロネーゼとケンカになるが、決闘によってオロネーゼを降伏させる。
その後、モーガンらの元へ英国船が来る。モーガンは、船に乗っていた英領ジャマイカの総督トーマス・モディフォード卿の頼みで、スペインとの戦いの援護を引き受ける。その際、彼は卿にイネスをパナマまで送るよう頼む。
そして、モーガン一味はスペイン領を次々に陥落させ、残すはパナマのみとなった。モーガンのたくらみを知ったパナマ側はすべての砲門を開いて彼の船を沈め、彼が船とともに海に沈んだという知らせはパナマ側を喜ばせる。だが、彼は生き延びており、部下の反対を押し切って陸路を背後から襲った。これにより、スペイン軍は敗北を喫し、パナマも陥落する。
そして、パナマの地で瀕死のイネスを見つけた彼が、彼女を抱きしめるところで物語は幕を下ろす。

## キャスト
※括弧内は日本語吹替（初回放送1971年11月14日『日曜洋画劇場』）
- ヘンリー・モーガン：スティーヴ・リーヴス（小林修）
- イネス：ヴァレリー・ラグランジュ（鈴木弘子）
- ドン・ホセ・グズマン：イヴォ・ガラーニ
- コンセプシオン：チェロ・アロンソ
- ドナ・マリア：リディア・アルフォンシ